# 1001 gram
1001 gram is een Noors-Frans-Duitse film uit 2014, geschreven en geregisseerd door Bent Hamer. De film ging op 7 september in première op het internationaal filmfestival van Toronto.

## Verhaal
De Noorse wetenschapster Marie (Ane Dahl Torp), die werkt voor de Noorse metrologische dienst (Justervesenet), gaat naar Parijs voor de jaarlijkse "kilo"-conferentie, georganiseerd door de BIPM. Tijdens haar verblijf in Parijs doet ze haar eigen meting van teleurstelling, verdriet en de liefde, die ze ook indeelt op een schaalverdeling.

## Rolverdeling
| Acteur                 | Personage         |
| ---------------------- | ----------------- |
| Ane Dahl Torp          | Marie             |
| Laurent Stocker        | Pi                |
| Peter Hudson           | Professor Winkler |
| Didiér Flamand         | Gérard            |
| Stein Winge            | Ernst Ernst       |
| Per Christian Ellefsen | Moberg            |

## Productie
De film werd geselecteerd als Noorse inzending voor de Oscar voor beste niet-Engelstalige film maar werden niet genomineerd. De film werd in 2015 genomineerd voor 6 Amandaprisen en won de Amandaprisen voor beste scenario.

## Prijzen en nominaties
De belangrijkste:
| Jaar | Prijs        | Categorie              | Genomineerde(n)                | Uitslag     |
| ---- | ------------ | ---------------------- | ------------------------------ | ----------- |
| 2015 | Amandaprisen | Beste scenario         | Bent Hamer                     | Gewonnen    |
| 2015 | Amandaprisen | Beste film             | Bent Hamer                     | Genomineerd |
| 2015 | Amandaprisen | Beste regie            | Bent Hamer                     | Genomineerd |
| 2015 | Amandaprisen | Beste muziek           | John Erik Kaada                | Genomineerd |
| 2015 | Amandaprisen | Beste cinematografie   | John Christian Rosenlund       | Genomineerd |
| 2015 | Amandaprisen | Beste productieontwerp | Astrid Strøm Astrup Tim Pannen | Genomineerd |